# Sclerophaedon carniolicus
Sclerophaedon carniolicus – gatunek chrząszcza z rodziny stonkowatych i podrodziny Chrysomelinae.
Gatunek ten opisany został po raz pierwszy w 1824 roku przez Ernsta Friedricha Germara pod nazwą Chrysomela carniolica.
Chrząszcz o krępym, w zarysie krótko-owalnym ciele długości od 3 do 4,2 mm. Ubarwienie wierzchu ciała ma czarnomosiężne, ciemnozielone lub błękitne, zawsze z połyskiem metalicznym. Czułki są czarne i słabo grubieją ku wierzchołkom. Odnóża są czarne, czasem z brunatnie rozjaśnionymi stopami. Przedplecze jest około dwukrotnie szersze niż długie, dłuższe niż u S. orbicularis, w zarysie z kątami przednimi niezaostrzonymi. Stopy cechują się bardzo płytkim wcięciem na szczycie członu trzeciego. Genitalia samca charakteryzują się niezwężającym się ku szczytowi prąciem z wyraźnie wykrojonym wierzchołkiem.
Owad zasiedlający góry i przedgórza, preferujący piętro regla dolnego. Bytuje nad potokami, strumieniami, na moczarach, trawiastych terenach podmokłych oraz w wilgotnych zaroślach i lasach. Zarówno osobniki dorosłe, jak i larwy są fitofagami żerującymi na gwiazdnicy gajowej i knieci błotnej.
Gatunek palearktyczny, europejski, znany z Alp, Sudetów, Karpat i Gór Dynarskich. W Polsce wykazany z Karkonoszy, Sudetów Środkowych, Kotliny Nowotarskiej, Tatr, Pienin, Beskidu Sądeckiego i Bieszczadów. Na „Czerwonej liście gatunków zagrożonych Republiki Czeskiej” umieszczony jest jako gatunek zagrożony wymarciem (EN).